# Атлборо (Масачусетс)
Атлборо (енгл. Attleboro) град је у америчкој савезној држави Масачусетс. По попису становништва из 2010. у њему је живело 43.593 становника.

## Демографија
Према попису становништва из 2010. у граду је живело 43.593 становника, што је 1.525 (3,6%) становника више него 2000. године.
| Група             | 2000.          | 2010.          |
| Белци             | 37.467 (89,1%) | 36.608 (84,0%) |
| Афроамериканци    | 691 (1,6%)     | 1.299 (3,0%)   |
| Азијати           | 1.367 (3,2%)   | 1.978 (4,5%)   |
| Хиспаноамериканци | 1.805 (4,3%)   | 2.765 (6,3%)   |
| Укупно            | 42.068         | 43.593         |